# Dicranomyia ohlini
Dicranomyia ohlini är en tvåvingeart som beskrevs av Alexander 1920. Dicranomyia ohlini ingår i släktet Dicranomyia och familjen småharkrankar. Inga underarter finns listade i Catalogue of Life.